# Olympische Winterspiele 2022/Teilnehmer (Osttimor)
| Gelbes Symbol für Goldmedaillen mit stilisierten Olympischen Ringen | Graues Symbol für Silbermedaillen mit stilisierten Olympischen Ringen | Braundes Symbol für Bronzemedaillen mit stilisierten Olympischen Ringen |
| ------------------------------------------------------------------- | --------------------------------------------------------------------- | ----------------------------------------------------------------------- |
| —                                                                   | —                                                                     | —                                                                       |

Osttimor nahm an den Olympischen Winterspielen 2022 in Peking zum dritten Mal in seiner Geschichte an Olympischen Winterspielen teil. Erneut hatte sich der Skirennläufer Yohan Goutt Goncalves qualifiziert, der bereits 2014 in Sotschi und 2018 in Pyeongchang im Slalomwettbewerb gestartet war.

## Teilnehmer nach Sportarten

### Ski Alpin
| Athleten              | Wettbewerbe  | 1. Lauf     | 1. Lauf | 2. Lauf     | 2. Lauf | Gesamt        | Gesamt        |
| Athleten              | Wettbewerbe  | Zeit        | Rang    | Zeit        | Rang    | Zeit          | Rang          |
| --------------------- | ------------ | ----------- | ------- | ----------- | ------- | ------------- | ------------- |
| Männer                |              |             |         |             |         |               |               |
| Yohan Goutt Goncalves | Slalom       | 1:15,48 min | 52      | 1:09,19 min | 45      | 2:24,67 min   | 45            |
| Yohan Goutt Goncalves | Riesenslalom | 1:21,52 min | 52      | DNF         | DNF     | ausgeschieden | ausgeschieden |